# Conseil départemental de la Seine-Maritime
Le conseil départemental de la Seine-Maritime est la collectivité territoriale du département français de la Seine-Maritime. Son siège se trouve à Rouen.

## Compétences
Le Département exerce les compétences qui sont déterminées par le code général des collectivités territoriales.
Cette collectivité territoriale est administrée par son assemblée délibérante, dénommée depuis 2015 le conseil départemental. L'assemblée départementale élit son président et ses vice-présidents, ainsi que la commission permanente, désignée au scrutin proportionnel à la plus forte moyenne, qui disposent de pouvoirs propres ou délégués par le conseil départemental. Celui-ci prend par ses délibérations l'ensemble des autres décisions concernant la collectivité territoriale, et notamment détermine ses politiques publiques, vote son budget et les taux des impôts qu'elle perçoit. 
Les compétences du Département, administré par son conseil, sont fixées par la loi no 82-213 du 2 mars 1982 fixant les droits et libertés des communes, départements et régions et les lois no 83-8 du 7 janvier 1983, no 83-663 du 22 juillet 1983 et no 83-1186 du 29 décembre 1983 portant sur la répartition des compétences entre l’État et les collectivités locales. Ces lois lui attribuent les compétences d’aide sociale à l'enfance, d’aide aux personnes handicapées, d’aide aux personnes âgées, l’entretien et l’investissement des routes départementales, l’organisation des transports et le soutien au développement économique. La loi no 2003-1200 du 18 décembre 2003 a ajouté la compétence en matière de revenu minimum d'insertion et la loi constitutionnelle no 2003-276 du 28 mars 2003 a instauré le principe de décentralisation.
La loi no 2004-809 du 13 août 2004 relative aux libertés et responsabilités locales a ajouté les compétences de gestion de certaines routes nationales, l’entretien et l’investissement dans les collèges, l’aide au logement, la protection maternelle et infantile, la gestion des cours d'eau et lacs, des espaces naturels sensibles, la gestion du schéma départemental des établissements d’enseignement culturel, des archives, bibliothèques et musées départementaux, l’entretien des immeubles possédés par l’État classés et inscrits aux monuments historiques, le financement du service départemental d'incendie et de secours,. 
Aux termes de la loi de modernisation de l'action publique territoriale et d'affirmation des métropoles du 27 janvier 2014
les départements ont « compétence pour promouvoir les solidarités et la cohésion territoriale sur le territoire départemental, dans le respect de l'intégrité, de l'autonomie et des attributions des régions et des communes. »

## Gouvernance

### Élus
Le conseil départemental est constitué de 70 conseillers départementaux, à raison de deux élus pour chacun des 35 cantons du Département. Leur liste est détaillée à liste des conseillers départementaux de la Seine-Maritime
À la suite des élections départementales de 2021 dans la Seine-Maritime, les 70 conseillers départementaux sont ainsi répartis en fonction de leur rattachement politique[réf. nécessaire] :
| Présidence du Conseil départemental  |       |       |      |                                              |
| Bertrand Bellanger (LREM)            |       |       |      |                                              |
| Parti                                | Sigle | Sigle | Élus | Groupes                                      |
| Majorité (34 sièges)                 |       |       |      |                                              |
| Divers droite                        |       | DVD   | 12   | Ensemble la Seine-Maritime                   |
| Les Républicains                     |       | LR    | 10   | Ensemble la Seine-Maritime                   |
| Union des démocrates et indépendants |       | UDI   | 4    | Ensemble la Seine-Maritime                   |
| Horizons                             |       | HOR   | 3    | Ensemble la Seine-Maritime                   |
| Divers gauche                        |       | DVG   | 2    | Ensemble la Seine-Maritime                   |
| Les Centristes                       |       | LC    | 1    | Ensemble la Seine-Maritime                   |
| Mouvement radical                    |       | MR    | 1    | Ensemble la Seine-Maritime                   |
| La République en marche              |       | LREM  | 1    | Ensemble la Seine-Maritime                   |
| Indépendant (2 sièges)               |       |       |      |                                              |
| Divers gauche                        |       | DVG   | 2    | Agir ensemble au Département                 |
| Opposition (34 sièges)               |       |       |      |                                              |
| Parti socialiste                     |       | PS    | 21   | Pour les Seinomarins                         |
| Divers gauche                        |       | DVG   | 3    | Pour les Seinomarins                         |
| Parti communiste français            |       | PCF   | 8    | Gauche combative, communiste et républicaine |
| Europe Écologie Les Verts            |       | EÉLV  | 2    | Écologie 76                                  |

### Liste des présidents
Depuis la loi de décentralisation du 2 mars 1982, le président du conseil départemental (avant 2015, il était dénommé président du conseil général) préside l'assemblée départementale et dirige les services de la collectivité territoriale. Avant cette loi, le préfet (nommé par le gouvernement) dirigeait les services départementaux.

### Le bureau
Les 15 vice-présidents élus en juillet 2021 sont les suivants :
1. Florence Thibaudeau-Rainot, chargée des solidarités humaines ;
2. André Gautier, chargé de l’habitat, du logement et de la politique de la ville ;
3. Nathalie Lecordier, chargée de l’enfance, de la famille, de la santé et de l’égalité des droits ;
4. Alain Bazille, chargé des infrastructures, des ports et du littoral ;
5. Virginie Lucot-Avril, chargée du Développement numérique des territoires ;
6. Nicolas Bertrand, chargé de l’arrondissement de Dieppe ;
7. Cécile Sineau-Patry, chargée de la transition écologique, de la ruralité, de l’agriculture et de l’alimentation ;
8. Laurent Grelaud, chargé des finances, des ressources humaines et de l’evaluation des politiques publiques ;
9. Chantal Cottereau, chargée des collèges et de la réussite éducative ;
10. Julien Demazure, chargé de l’arrondissement de Rouen ;
11. Claire Guéroult, chargée du développement des territoires, du tourisme et de l’attractivité ;
12. Patrick Teissère, chargé de la culture, la lecture publique, le patrimoine et la coopération décentralisée ,
13. Florence Durande,  chargée des marchés publics ;
14. Florent Saint-Martin, chargé de l’arrondissement du Havre ;
15. Séverine Gest, chargée de la Jeunesse et des Sports.

## Musées départementaux
- Musée Victor-Hugo à Villequier
- Musée des traditions et arts normands à Martainville-Épreville
- Abbaye Saint-Georges de Boscherville à Saint-Martin-de-Boscherville
- Abbaye de Jumièges
- Château et parc zoologique de Clères
- Théâtre-amphithéâtre romain de Lillebonne

## Communication
Le conseil départemental édite Seine-Maritime Le magazine.

## Identité visuelle (logo)

Logo de la Seine-Maritime (conseil général) de [Quand ?] à 2005
Logo de la Seine-Maritime (conseil général puis départemental) de mars 2005 à mars 2018.
Logo de la Seine-Maritime (conseil départemental) depuis mars 2018.